# A new day dawning
A new day dawning is het debuutalbum van de Zweedse muziekgroep Siena Root. De band speelt daarop rock, die terug te voeren is naar de begintijd van dat genre. De muziek heeft daarnaast ook psychedelisch invloeden, wat destijds ook in de mode was; men gebruikte daarbij exotische rockinstrumenten zoals de sitar.  Het album is opgenomen van 17 november tot 3 december 2003, maar klinkt als een muziekalbum uit beginjaren 70. Om die herkomst meer te benadrukken verscheen het album ook op elpee.

## Musici
- KG West – zang, gitaar en tzouras en vheena op Rasayana
- Sam Roffer – basgitaar en guembri, percussie en contrabas op Rasayan
- Oskar Lundström – orgel en zang
- Love H. Forsberg – slagwerk

met Anna Sandberg en “Tångman” op dwarsfluit en draailier

## Tracklist
Allen door Siena Root behalve waar aangegeven:

| Nr. | Titel                                                         | Duur |
| --- | ------------------------------------------------------------- | ---- |
| 1.  | Coming home                                                   | 4:23 |
| 2.  | Just another day (Siena Root en M Linder)                     | 4:36 |
| 3.  | Shine (Siena Root en M Linder)                                | 2:52 |
| 4.  | Fever (Siena Root en M Linder)                                | 5:54 |
| 5.  | Above the trees                                               | 3:29 |
| 6.  | What can I do (Siena Root en M Linder)                        | 3:17 |
| 7.  | Little man (Siena Root, M Linder, S Abdulrhamn, D. Sundström) | 4:24 |
| 8.  | Roots                                                         | 4:40 |
| 9.  | Trippin’                                                      | 6:05 |
| 10. | Until time leaves us again (Siena Root en M Linder)           | 6:10 |
| 11. | Words                                                         | 4:30 |
| 12. | Rasayana (Siena Root en M Linder)                             | 9:05 |
| 13. | Into the woods                                                | 8:15 |